# Township Line Road (Metro de Filadelfia)
Township Line Road (anteriormente West Overbrook (– 2010)) es una estación en la línea Púrpura del Metro de Filadelfia. La estación se encuentra localizada en Township Line Road and Grove Place en Filadelfia, Pensilvania.  La Autoridad de Transporte del Sureste de Pensilvania (por sus siglas en inglés SEPTA) es la encargada por el mantenimiento y administración de la estación. 

## Descripción y servicios
La estación Township Line Road cuenta con 2 plataformas laterales y 2 vías.

## Conexiones
La estación es abastecida por las siguientes conexiones: 
- Rutas de autobuses de SEPTA: Ninguna